# Opel Ampera
Opel Ampera är en konstant eldriven laddhybridbil (EREV) från Opel. Modellen är tekniskt sett en elbil med batterier tänkt att laddas från elnätet. Bilen har även en så kallad räckviddsförlängare som består av en liten bensinmotor kopplad till en generator och används till att generera elektrisk energi när batterierna är urladdade. 
Opel Ampera kan köras cirka 60 km på ren eldrift från de interna 16 kWh litiumjon-batterierna, som kan laddas upp från det vanliga elnätet. Om den kvarvarande energin i batterierna når en låg nivå startas en bränslesnål förbränningsmotor som med optimalt varvtal driver den interna generatorn och förser elmotorn med energi, detta körläge kallas då för räckviddsförlängning och tillåter en körsträcka på cirka 500 km innan bensinen (35,2 liter) tar slut.
Opel Ampera bygger liksom dess syskonmodell Chevrolet Volt på Voltec-platformen som har gemensamt utvecklats av flera globala utvecklingsgrupper hos bland annat GM, Opel, och Saab.
  
Dock har det övergripande utvecklingsansvaret skötts av Opel som bl.a. satt samman alla de olika teknikerna så att de fungerar tillsammans i den färdiga bilen.  
Opel Ampera utsågs till årets bil 2012.